# Lucio Gutiérrez
Lucio Edwin Gutiérrez Borbúa (Quito, Equador, 23 de maig de 1957) és un militar i polític equatorià, president de l'Equador (15 de març de 2003 – 20 d'abril de 2005).
Enginyer civil de professió i llicenciat en administració, va estudiar a l'Escola superior Militar Eloy Alfaro de Quito, l'Institut Nacional de Guerra de les Forces Armades de l'Equador i a l'InterAmerican Defense College a Washington (Estats Units), entre d'altres. Té la graduació de coronel.
El 21 de gener, 2000, Lucio Gutiérrez va participar en el cop d'estat que enderrocà el president electe Jamil Mahuad. Al costat d'Antonio Vargas, president de la CONAIE (Confederació de Nacionalitats Indígenes de l'Equador), i Carlos Solórzano, un membre retirat de la Cort Suprema de Justícia, van formar una junta, o triumvirat, que no va ser acceptat internacionalment. L'ordre constitucional va ser establert per les Forces Armades, i el vicepresident Gustavo Noboa va ser instituït com a president. Com a conseqüència del cop, Lucio Gutiérrez, al costat de diversos oficials, va ser empresonat per sis mesos, i va ser donat de baixa de l'exèrcit.
Després de sortir de presó, Gutiérrez va iniciar la seva campanya electoral amb un missatge populista, i va passar a la segona volta electoral amb el suport de la CONAIE i partits d'esquerra. Gràcies a aquest suport guanyà les eleccions contra Álvaro Noboa.
Des del començament del seu mandat, va tenir poc suport en el Congrés, i diverses vegades va haver de mantenir aliances amb diferents partits polítics. El 9 de desembre del 2004, després de la possibilitat de ser jutjat políticament i destituït, es va aliar amb el partit de l'expresident Abdalá Bucaram (Partido Roldosista Ecuatoriano - PRE), el partit del plataner Álvaro Noboa (PRIAM) i el Movimiento Popular Democrático (MPD), per, inconstitucionalment, substituir la Cort Suprema de Justícia, reorganitzar el Tribunal Suprem Electoral i el Tribunal Constitucional.
Aquestes mesures van ser rebutjades pel país, especialment les que van anul·lar els judicis en contra de l'expresident Abdalá Bucaram, Gustavo Noboa i el vicepresident Alberto Dahik. Bucaram, Noboa i Dahik van tornar de l'exili, fet que inicià les protestes i mobilitzacions que acabarien amb el seu mandat. El 20 d'abril de 2005, a conseqüència de l'anomenada rebelión de los forajidos a Quito, Gutiérrez va ser destituït pel Congrés per abandonament del càrrec i va ser reemplaçat pel vicepresident Alfredo Palacio. Addicionalment, es va posar una ordre de presó per a Gutierrez, el Ministre de Benestar Social, Bolívar Gonzáles, i Abdalá Bucaram. Gutiérrez, s'amagà durant 4 dies a l'ambaixada del Brasil i marxà el 24 d'abril de 2005, des de l'aeroport de Latacunga cap al Brasil, país que li va atorgar l'asil polític. Després de residir a diversos països (Brasil, Perú, Colòmbia) i fer pressió per al seu retorn, finalment va tornar a l'Equador l'octubre de 2005, fou empresonat i el febrer de 2006 se li concedí la llibertat.